# Dúnedain du Nord
Les Dúnedain du Nord, aussi appelés Rôdeurs (Rangers en anglais, Coureurs dans la nouvelle traduction), sont un peuple du légendaire de l'écrivain britannique J. R. R. Tolkien.

## Histoire
Les Dúnedain du Nord sont des descendants de Númenóréens établis dans le royaume d'Arnor, fondé par Elendil. Leur nombre décroit tout au long du Troisième Âge à la suite de querelles internes et des attaques du Roi-Sorcier d'Angmar. Après l'an 1974, les Dúnedain, défaits, deviennent un peuple errant et secret. Mais ils continuent de défendre l'Eriador contre les créatures mauvaises comme les Orques et les Trolls des Monts Brumeux. Les habitants de la Comté et du pays de Brie ignorent cependant tout de leurs hauts faits. Prosper Poiredebeurré, l'aubergiste de Brie, les décrit comme des « types qui vagabondent » et, méfiant, refuse de laisser Aragorn entrer dans la chambre de Frodon.
Gandalf est l'un des rares à connaître leur véritable nature avec Elrond, qui élève les fils de leurs chefs à Fondcombe. Les trésors de l'ancien royaume y sont conservés : l'Anneau de Barahir, les fragments de Narsil, l'Elendilmir et le Sceptre d'Annúminas. Les fils d'Elrond, Elladan et Elrohir, chevauchent souvent à leurs côtés.
Une troupe de trente Dúnedain prend part à la guerre de l'Anneau. Appelée « Compagnie grise », elle est menée par Halbarad et les fils d'Elrond. Elle rejoint Aragorn aux gués de l'Isen et traverse avec lui les Chemins des Morts pour combattre dans le sud du Gondor ainsi qu'à la bataille des Champs du Pelennor — où Halbarad est tué — et à la bataille de la Porte Noire.  
Les Dúnedain du Nord sont équipés de lances, d'arcs, d'épées. Ils sont vêtus de manteaux gris foncé et de capuchons qui recouvrent leurs casques.

## Les Chefs des Dúnedain du Nord
Les noms proviennent de l'Appendice A du Seigneur des Anneaux, de même que les dates de « règne ». Les dates de naissances sont tirées de The Peoples of Middle-earth, p. 196.
1. Aranarth (1938-2106) : 1976-2106
Fils d'Arvedui, roi d'Arthedain, et héritier en droite ligne d'Isildur.
2. Arahael (2012-2177) : 2106–2177
3. Aranuir (2084-2247) : 2177–2247
4. Aravir (2156-2319) : 2247–2319
5. Aragorn Ier (2227-2327) : 2319–2327
Fut tué par des loups.
6. Araglas (2296-2455) : 2327–2455
7. Arahad Ier (2365-2523) : 2455–2523
8. Aragost (2431-2588) : 2523–2588
9. Aravorn (2497-2654) : 2588–2654
10. Arahad II (2563-2719) : 2654–2719
11. Arassuil (2628-2784) : 2719–2784
12. Arathorn Ier (2693-2848) : 2784–2848
13. Argonui (2757-2912) : 2848–2912
14. Arador (2820-2930) : 2912–2930
Tué par des Trolls au nord de Fondcombe.
15. Arathorn II (2873-2933) : 2930–2933
Épousa Gilraen, fille de Dírhael et Ivorwen. Périt alors qu'il chassait des Orques avec Elladan et Elrohir : une flèche lui perça l'œil.
16. Aragorn II (2930-120 Q.A.) : 2933-3019
Aragorn restaura les royaumes d'Arnor et de Gondor après la guerre de l'Anneau.